# Chechu Álava
Chechu Álava   (Piedrasblancas, 5 de desembre de 1973), és una artista espanyola, eminentment pintora, resident a París. Té una gran projecció internacional i ha estat inclosa en la publicació “100 painters of tomorrow”, de l'editorial Thames & Hudson.
Es va llicenciar en Belles arts per la Universitat de Salamanca, en la promoció de 1991-1995.
Després de la seva llicenciatura ha realitzat múltiples exposicions, tant en solitari (com a "Pintures i dibuixos" en 1995 a la Casa Municipal de Cultura d'Avilés; “La vida breu” en el 2004 en Espai Líquid Gallery, de Gijón; o “Souvenir”, en Nueveochenta Gallery de Bogotà, Colòmbia i “Sisters”, en Utopia Parkway Gallery de Madrid, ambdues en el 2013), com a conjuntes amb altres artistes, com la seva presència en diferents edicions d'ARC International Art Fair, en Espai Líquid Gallery, de Madrid (entre elles en 2014); “100 painters of tomorrow” en Beers Contemporary Gallery de Londres (2014); o JOBURG Art Fair en la Smac Gallery de Johannesburg, Sud-àfrica (2013).
La Mostra d'Arts Plàstiques d'Astúries li va permetre donar-se a conèixer i va guanyar l'any 2008 el premi de pintura de la Junta General del Principat d'Astúries. La seva obra forma part de museus nacionals com el Museu de Belles arts d'Astúries, el Museu del Ministeri de Cultura, la Junta General del Principat d'Astúries, com de col·leccions privades als Països Baixos, Àustria, Mèxic, Alemanya, Portugal, Estats Units, França i Espanya.
La seva pintura és de base figurativa, amb la dona com a protagonista, però amb gran càrrega onírica, que mostra la pintura com una incansable cerca de respostes. En les seves obres es pot veure una certa evolució des d'una obra més expressionistes (típica de l'any 2006) o una volta als mestres del passat (que es deixa veure amb claredat l'any 2007). Els quadres d'aquest moment són més elaborats, amb delicades veladures, de paleta enfosquida, enfront de l'ocasional gestualitat de les anteriors obres. Els temes són atemporals malgrat estar plens d'impressions personals, vivències o records.
En els seus retrats de dones pot sentir-se la densitat de la nebulosa que apropa a l'espectador a l'aura dels retratats, molts d'ells recognoscibles per a molts. Són obres plenes de pau i tranquil·litat, plenes la subjectivitat de l'artista.